# Jonna Fraser
Jonna Fraser, voluit Jonathan Jeffrey Grando (11 december 1992), is een Nederlands rapper en zanger van Surinaamse afkomst. Hij heeft een brede nederhopstijl die varieert van gangstarap tot zwoele soul. Hij bracht verschillende albums uit, waaronder Goed teken dat de elfde positie van de albumtop wist te bereiken. De single Do or die, die hij opnam met de rapformatie Broederliefde, kwam in 2016 op nummer 10 te staan. Daarnaast maakt hij deel uit van het rapcollectief New Wave dat de Popprijs van 2015 in de wacht sleepte. 

## Biografie
Jonna Fraser komt uit Rotterdam en is al meer dan de helft van zijn leven woonachtig in Zaandam. Op zijn elfde maakte hij kennis met rap en is sindsdien niet meer gestopt met de microfoon vasthouden. Sinds zijn debuut in 2015 is hij gevolueerd van rapper en zanger naar allround artiest. Zijn luistercijfers staan inmiddels op 1.3 miljard streams. 
In 2015 kwam hij met het album ‘Alle tijd’ dat nummer 17 bereikte in de Midprice Top 50. Met de opvolger Goed teken in 2016 zette hij een stijgende lijn voort met een nummer 11-notering in de Album Top 100. Eenzelfde lijn zette hij in met zijn singles. In een samenwerking met Broederliefde bereikte hij in 2016 voor het eerst de tiende plek in de Single Top 100, met de single Do or die. Iets later werkte hij ook nog mee aan de single van Monica Geuze, Nu of nooit, die ook de bovenste helft van de Top 100 bereikte.
Daarnaast werkt hij mee in het rapcollectief New Wave in 2015, waar ook de hit Drank & drugs van Lil' Kleine & Ronnie Flex uit voortkwam. Het collectief werd tijdens het festival Noorderslag bekroond met de Popprijs 2015. Het resultaat kwam tot stand doordat platenmaatschappij Top Notch de artiesten in een vakantiewoning op Schiermonnikoog aan het album liet schrijven. Fraser is met drie nummers op het winnende album vertegenwoordigd. Elk nummer van het album ging vergezeld met een videoclip. Het album stond meer dan een jaar in de Album Top 100 met nummer 11 als hoogste notering.
In oktober 2016 kwam zijn album Blessed uit. Het album kwam op nummer 1 binnen en werd door 3FM uitgeroepen tot Album van de week.Zijn album Goed teken stond op dat moment ook nog in deze lijst genoteerd, op nummer 46. Daarnaast kwamen elf nummers in de Single Top 100 binnen, met Ik kom bij je als hoogste notering op nummer 12. Op dat moment stonden ook ‘Do or die’ met inmiddels meer dan 50 miljoen streams en ‘My love’  met meer dan 47 miljoen streams als samenwerking met Frenna in de lijst. In 2017 was Fraser deelnemer van het programma Het Jachtseizoen van StukTV waarin hij niet ontsnapte. 
Na de EP’s ‘Goed Teken’ en ‘Blessed’ – beide bekroond met gouden awards – en een uitverkochte tour was er in 2017 zijn debuutalbum: ‘Jonathan’. Gekenmerkt door een warmer en persoonlijk geluid dan op dat moment de hitlijsten beheerste, zong Jonna Fraser zich naar een derde project met de gouden status. Hij speelde shows op grote festivals als Lowlands, Pukkelpop, Mysteryland, Zwarte Cross en Concert At Sea. In 2018 kwam Jonna uit met het album ‘LION’ 
In juli 2020 bracht hij het nummer Dom Pérignon uit in samenwerking met Qlas en Blacka, Henkie T en Murda. Het nummer behaalde de 13e plek in de Nederlandse Single Top 100 en won in september 2020 de FunX Music Award voor beste samenwerking. 
Ook kwam Fraser in 2020 met het album ‘Champagne Rain’ en ‘Calma’ uit waar veel grote namen als features in staan. Verder heeft hij een Edison gewonnen met het nummer ‘DRUP’ in samenwerking met Bizzey, Kraantje Pappie & Ramiks  De twintig episodes van zijn eigen serie Chapters werden in totaal meer dan een miljoen keer bekeken. Daarnaast zette hij viermaal een succesvol dinner & show-concept op, vernoemd naar een van zijn albums: Blessed Nights. En dan waren er nog de Fraser Papers, zijn eigen vloeitjes in samenwerking met Mascotte. Zelfs de track die daarvoor als soundtrack diende, ‘Samen Met Mij’, kon rekenen op een gouden award. In 2021 werd Jonna Fraser uitgeroepen tot Ambassadeur van de Vrijheid. Daarnaast kwam hij met het album ‘Championships’ uit in 2021.
Op 17 en 18 mei 2023 heeft Jonna Fraser zijn grootste shows tot nu toe gespeeld: het speciale Blessed For Life Concert in een twee keer uitverkochte AFAS Live. Hij quote zelf: “Tijdens mijn grootste concert tot nu toe heb ik het publiek meegenomen langs dé twee elementen die mijn performance maken. Ik heb geprobeerd de emotie bij je naar boven te halen, om je het volgende moment volledig te laten verdwalen in de turnup. “We zijn Blessed for Life!” Ook kondigt hij tijdens zijn show aan dat hij volgend jaar met het concert een stap groter gaat; namelijk naar de Ziggo Dome in 2024. En heeft hij tijdens zijn tweede show als verrassing voor de fans zijn gelijknamige album “Blessed For Life” gedropt. Het album dat 18 nummers telt is overal te beluisteren. Ook deed hij een gastbijdrage op het album van DYSTINCT dat in de eerste week op nummer 6 meest beluisterde albums op Spotify in de hele wereld stond. Daarnaast heeft Jonna op 17 juni als verrassingsact opgetreden in een uitverkochte GelreDome bij het concert van Burnaboy